# Pedilophorus macedonicus
Pedilophorus macedonicus is een keversoort uit de familie pilkevers (Byrrhidae). De wetenschappelijke naam van de soort is voor het eerst geldig gepubliceerd in 1969 door Schubert.